# Smart-Sensor
Ein Smart-Sensor (auch Smartsensor oder intelligenter Sensor, engl. smart sensor) ist ein Sensor, der neben der eigentlichen Messgrößenerfassung auch die komplette Signalaufbereitung und Signalverarbeitung in einem Gehäuse vereinigt.
Solche komplexen Sensoren beinhalten meist u. a. einen Mikroprozessor oder Mikrocontroller, wenn nötig auch zusätzlich mit DSP-Funktionalität und dergleichen mehr ausgestattet, komplexe Logikeinheiten wie z. B. FPGAs, ... und stellen standardisierte Schnittstellen zur Kommunikation mit übergeordneten Systemen bereit, z. B. über Feldbussysteme, Sensornetze, IO-Link... . Weil sie sozusagen „Intelligenz“ besitzen, werden diese Sensoren als smart bezeichnet. Auf diese Weise soll die komplette anspruchsvolle Aufgabe solcher Sensoren ohne einen externen Rechner erfüllt werden und dafür gibt es gute Gründe, wie zum Beispiel Miniaturisierung, Dezentralisierung, Erhöhen der Zuverlässigkeit, Reduzieren der Kosten, Verbessern der Flexibilität.
Die technologische Basis dafür, dass solche komplexen intelligenten Sensoren in Miniaturform überhaupt realisiert werden können, bieten u. a. die Mikrotechnik, Mikrosystemtechnik und Nanotechnologie.
Smart-Sensoren können mit den unterschiedlichsten Schnittstellen ausgestattet sein, leitungsgebunden, kontaktloser optisch-induktiver Ankopplung oder nicht leitungsgebunden über passive wie aktive Funktechniken, so unter anderem: I²C, SENT, LIN-Bus, Ethernet, Profibus, USB, FireWire, CAN, CANopen, MOST-Bus, LON, RFID, Bluetooth, WPAN, GSM, UMTS, ... .

## Ein smarter Bilderkennungssensor als Beispiel
Herkömmliche nicht smarte Bilderkennungssensoren (reine Kameraoptik und -Mechanik mit CCD- oder CMOS-Sensor) erfassen nur das Bild und senden diese Rohdaten analog oder digitalisiert an einen dafür mit geeigneter Schnittstelle ausgestatteten Computer zur weiteren Bildverarbeitung, wie etwa Kantenextraktion und andere Klassifikationen, ... . Erst im externen entfernten Rechner wird durch Mustererkennung und andere Bilderkennungsschritte entschieden, ob z. B. das inspizierte Muster die Anforderungen erfüllt oder aussortiert wird. Dagegen genügt bei einem smarten Bilderkennungssensor allein die zusätzlich zur reinen Kamerafunktion integrierte Rechentechnik (Hardware und Software), um das erfasste Objekt komplett anhand der geforderten Eigenschaften in Echtzeit sofort an Ort und Stelle zu bewerten und das Ergebnis so aufbereitet zur Verfügung zu stellen. Siehe Smart-Kamera.